# Бевероне (Ла Специја)
Бевероне је насеље у Италији у округу Ла Специја, региону Лигурија.
Према процени из 2011. у насељу је живело 22 становника. Насеље се налази на надморској висини од 672 м.